# Paule de Chambaud

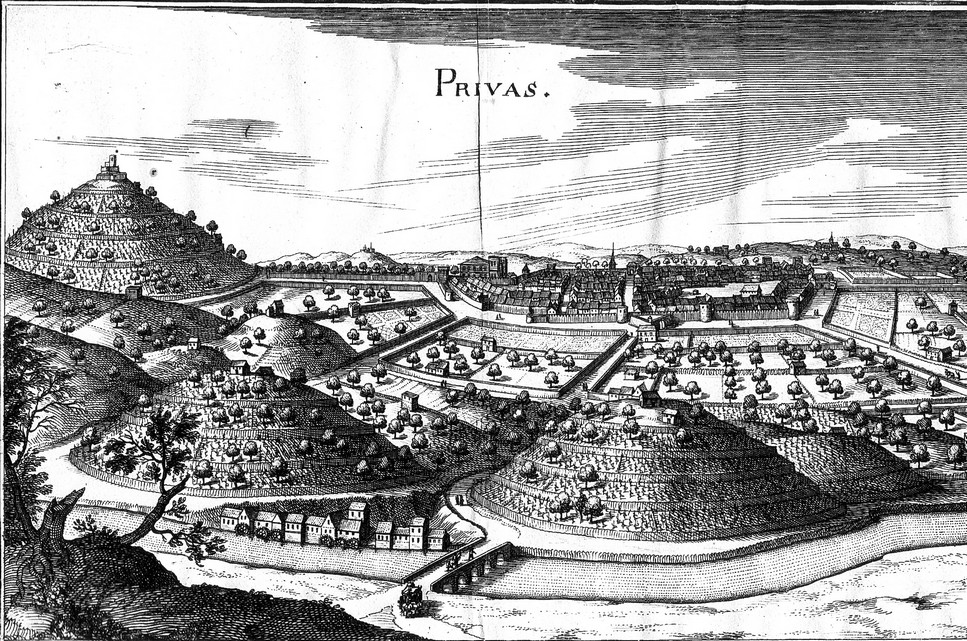
Privas rond 1620 (ets van Matthaeus Merian)

Charlotte Paule de Chambaud (Chalencon, 1584 - Lyas, 1639) was barones van Privas. Zij leefde in de meest bewogen tijd in de geschiedenis van deze Franse stad.
Paule de Chambaud was de dochter van baron Jacques de Chambaud en zijn echtgenote Marie de Barjac. Zij werd protestants opgevoed. Ze huwde in 1597 met René II de La Tour du Pin Gouvernet, een legeraanvoerder van de hugenoten. Het echtpaar kreeg zes kinderen, vijf dochters en een zoon.
Privas in Ardèche was een bolwerk van de hugenoten. De katholieke kerk van Privas werd vernield in 1570 en gedurende 70 jaar werd er geen katholieke eredienst gehouden in de plaats. De stad kreeg een predikant afkomstig uit Zwitserland en een protestants stadsbestuur onder leiding van baron Jacques de Chambaud. Na zijn dood tijdens een veldtocht in 1600 werd zijn enig kind Paule barones van Privas. Haar eerste echtgenoot overleed in 1616 en de nog jonge weduwe met een groot fortuin was een gewilde huwelijkskandidate. Haar voormalige schoonzoon die gehuwd was geweest met haar overleden dochter Marie, Joachim de Beaumont, aanvoerder van de hugenoten in Vivarais, dong naar haar hand. Maar zij koos voor de jongere katholieke edelman Claude de Hautefort, baron van Lestrange. Zij huwden in 1620. Dit leidde twee jaar later tot een opstand onder de protestantse bevolking van Privas die zich niet wilde onderwerpen aan een katholieke heer. Zij verjoegen het echtpaar en vernielden hun kasteel. De opstand werd onderdrukt door de gouverneur van de koning. Joachim de Beaumont werd door het stadsbestuur aangesteld en bleef Privas leiden tot zijn dood in 1628. Het jaar erop werd de stad tijdens de Hugenotenopstanden ingenomen door de troepen van koning Lodewijk XIII. Zij richtten een slachting aan onder de bevolking en vernielden de stad grotendeels. 
Paule de Chambaud werd een tweede keer weduwe in 1632 en overleed zelf op 55-jarige leeftijd in Lyas. Zij had met haar tweede echtgenoot een dochter, Marie d'Hautefort de Lestrange.